# Bodianus neilli
Bodianus neilli (Day, 1867) è un pesce osseo di mare appartenente alla famiglia Labridae.

## Distribuzione e habitat
Proviene dall'oceano Indiano, dove è stato segnalato dalle Maldive ed è comune in India e Sri Lanka. Nuota in acque abbastanza vicine alla superficie, non si spinge oltre i 30 m di profondità.

## Descrizione
Il corpo è compresso lateralmente, allungato e non particolarmente alto, la testa ha il profilo appuntito. Il margine della pinna caudale è da dritto a arrotondato. Non supera i 20 cm.
La colorazione varia molto nel corso della vita del pesce: i giovani sono neri con macchie bianche abbastanza ampie e irregolari; le pinne sono trasparenti ma presentano aree nere e bianche. Gli adulti, facilmente confondibili con il simile Bodianus axillaris, sono pallidi sul ventre e sul peduncolo caudale e rosati sulla testa e su parte del dorso. La pinna dorsale e la pinna anale sono rosse e gialle.

## Biologia

### Alimentazione
Ha una dieta varia, prevalentemente carnivora, composta sia da pesci ossei più piccoli che principalmente da varie specie di invertebrati marini come echinodermi (stelle marine, ricci di mare), crostacei, molluschi (bivalvi, gasteropodi) e vermi, in particolare policheti.

### Riproduzione
È oviparo e la fecondazione è esterna, non ci sono cure nei confronti delle uova.

## Conservazione
È classificato come "a rischio minimo" (LC) dalla lista rossa IUCN perché non è minacciato da particolari pericoli; infatti viene catturato soltanto saltuariamente per essere tenuto negli acquari.